# 16953 Безікович
16953 Безікович (16953 Besicovitch) — астероїд головного поясу, відкритий 27 травня 1998 року.
Тіссеранів параметр щодо Юпітера — 3,125.